# John Vinocur
John Eli Vinocur, né le 17 mai 1940 dans le Queens à New York et mort le 6 février 2022 à Amsterdam, est un journaliste américain et un éditorialiste de l'International Herald Tribune. Il en est le correspondant à Paris avant d'en devenir le rédacteur en chef dans les années 1990. Il est membre de Bilderberg.